# Mistshenkoana weta
Mistshenkoana weta är en insektsart som först beskrevs av Otte, D. och R.D. Alexander 1983.  Mistshenkoana weta ingår i släktet Mistshenkoana och familjen syrsor. Inga underarter finns listade i Catalogue of Life.